# Episodi di Yamishibai (settima stagione)
La settima stagione dell'anime Theatre of Darkness: Yamishibai, composta da 13 episodi, è andata in onda su TV Tokyo dal 7 luglio al 29 settembre 2019.

## Lista episodi
| Nº | Titolo italiano Giapponese 「Kanji」 - Rōmaji                            | In onda           | In onda |
| Nº | Titolo italiano Giapponese 「Kanji」 - Rōmaji                            | Giapponese        |         |
| 1  | Consegna 「お届け物」 - Otodokemono                                      | 7 luglio 2019     |         |
| 2  | Il bambino insonne 「眠れない子供」 - Nemurenai Kodomo                   | 21 luglio 2019    |         |
| 3  | La reception 「応接間」 - Ōsetsuma                                       | 21 luglio 2019    |         |
| 4  | Dipinti 「絵画」 - Kaiga                                                 | 28 luglio 2019    |         |
| 5  | Avviso di cessazione di servizio 「終了のお知らせ」 - Shūryō no Oshirase | 4 agosto 2019     |         |
| 6  | La veranda 「ベランダ」 - Beranda                                        | 11 agosto 2019    |         |
| 7  | Telefono pubblico 「公衆電話」 - Kōshūdenwa                              | 18 agosto 2019    |         |
| 8  | Tosse 「咳」 - Seki                                                      | 25 agosto 2019    |         |
| 9  | La donna nell’ascensore 「エレベーターの女」 - Erebētā no on'na          | 1º settembre 2019 |         |
| 10 | Manga Café 「漫画喫茶」 - Manga Kissa                                    | 8 settembre 2019  |         |
| 11 | La stanza della sorellina 「妹の部屋」 - Imōto no Heya                   | 15 settembre 2019 |         |
| 12 | Camerino 「試着室」 - Shichakushitsu                                     | 22 settembre 2019 |         |
| 13 | Frigorifero 「冷蔵庫」 - Reizōko                                         | 29 settembre 2019 |         |